# Hard-Crad
Le Hard-Crad est une tendance du cinéma pornographique, apparue en France en 1985, caractérisée par des pratiques extrêmes et préfigurant la pornographie gonzo.

## Origine
La naissance conventionnelle du Hard-Crad date de l'année 1985 avec la sortie en France de La doctoresse a de gros seins de John Love (pseudonyme d'Alain Payet), film à succès dans lequel apparaissent, dans des scènes croustillantes, un nain noir et des actrices plantureuses. 
Progressivement, le Hard-Crad va développer des pratiques extrêmes et apparaître comme un moyen permettant de dépasser les limites de la pornographie traditionnelle, de réaliser de substantielles économies dans la réalisation des films, et enfin, de réagir contre une vogue du « Porno-Chic » avec ses histoires scénarisées et ses actrices trop maquillées ou policées. Avec son développement, le Hard-Crad va connaître la participation de réalisateurs tels que Pierre Moro ou encore Thibaud Armand. 
John Love définissait le Hard-Crad comme « Une approche brutale et sans fard du sexe par l’image qui montre tout ce qui est possible de montrer ».
Ce phénomène cinématographique, essentiellement français, a été ignoré des Américains mais fut très apprécié des Allemands ou des Scandinaves. On trouve d'ailleurs, dans ces pays, des spécialités telles que l'ondinisme ainsi que d'autres pratiques extrêmes restées jusqu'alors inédites en France.

## Caractères
Le Hard-Crad se distingue par sa mise en avant de tous les physiques, dont ceux exclus par le porno traditionnel. Il accumule dès janvier 1985 les spécialités : acteurs (Désiré Bastareaud dans La doctoresse a de gros seins) ou actrices nains (Les aventures érotiques de Lily pute) ; femmes obèses (Miss gélatine et ses copines). En 1987, une cassette sort chez VPC intitulée Sex horror show dans laquelle apparaît le nain Désiré avec l'actrice Groseille, une femme de 160 kg dont le pseudonyme inspirera à Étienne Chatiliez le nom d'une des deux familles protagonistes de son film La vie est un long fleuve tranquille.  
À l'opposé du « Porno-Chic », le Hard-Crad se caractérise par une absence de scénarisation et de progressivité dans l'érotisme, ainsi que par une recherche du bizarre et de pratiques extrêmes ; godemichés gigantesques (Cul affamé ou god party), triples pénétrations (À trois sur Caroline), pénétrations insolites, spécialités de l'acteur Jean-Paul Bride, avec bouteille de bière (Sodo express) ou encore balai (La concierge est dans l'escalier), ondinisme, etc.

## Voir également
- Pornographie gonzo
- Porno-Chic